# Национальное меньшинство
Этни́ческое меньшинство́ — представители этнической группы, проживающие на территории какого-либо государства, являющиеся его гражданами, но не принадлежащие к коренной этничности и осознающие себя национальной общиной.
Польский учёный Владислав Чаплинский даёт следующее определение: «Национальное меньшинство — это национальная группа, консолидированная и живущая в одном из регионов государства (из чего вытекает её естественное стремление к получению автономии), характеризующаяся сформировавшимся ощущением внутреннего единства и вместе с тем стремящаяся сохранить свои специфические черты — язык, культуру и так далее».

## Правовое определение
Ещё в 1935 году Постоянная палата международного правосудия указала, что «существование меньшинств — вопрос факта, а не права», в деле о школах меньшинств в Албании.
Смутное указание на суть национального меньшинства содержится в пункте 32 Копенгагенского документа СБСЕ 1990 года — «Принадлежность лица к национальному меньшинству является предметом его личного выбора». Первый комиссар СБСЕ/ОБСЕ по национальным меньшинствам Макс ван дер Стул так пояснил понятие: «Я не стану предлагать вам своё собственное [определение]. Однако я хотел бы заметить, что существование меньшинства является вопросом факта, а не определения. (…) Осмелюсь сказать, что я узнаю меньшинство, когда я его вижу. Во-первых, меньшинство — это группа, которую отличают от большинства языковые, этнические или культурные характеристики. Во-вторых, меньшинство — это группа, которая обычно не только стремится поддержать свою идентичность, но и старается придать этой идентичности более сильное выражение».
Российская Федерация
Международные документы и законодательство Российской Федерации не содержат определения национального меньшинства, хотя оно упоминается как в международных документах о защите прав человека, например, в ст. 27 Международного акта о гражданских и политических правах, так и в Конституции России (ст. 71, 72 — интересно, что в них защита прав национальных меньшинств относится как к ведению федерации, так и к совместному ведению федерации и её субъектов).
Украина
Законодательство Украины относит к национальным меньшинствам «группы граждан Украины, которые не являются украинцами по национальности, обнаруживают чувства национального самосознания и общности между собой».
Эстония
Закон «О культурной автономии» Эстонии определяет национальное меньшинство как «граждан Эстонии, которые проживают на территории Эстонии, имеют давние, прочные и постоянные связи с Эстонией, отличаются от эстонцев своей этнической принадлежностью, своеобразием культуры, религией или языком, руководствуются желанием общими усилиями сохранить свои культурные традиции, религию или язык, служащие основой для их общей идентичности».
Латвия
Латвия при ратификации Рамочной конвенции о защите национальных меньшинств признала национальными меньшинствами «граждан Латвии, которые отличаются от латышей по признаку культуры, религии и языка, на протяжении поколений традиционно жили в Латвии и считают себя принадлежащими к Латвийскому государству и обществу, желают сохранять и развивать свою культуру, религию или язык».
Молдавия
Закон Молдавии говорит, что «под лицами, принадлежащими к национальным меньшинствам, понимаются лица, постоянно проживающие на территории Республики Молдова, являющиеся её гражданами, обладающие этническими, культурными, языковыми и религиозными особенностями, отличающими их от большинства населения — молдаван, и осознающие себя лицами иного этнического происхождения».

## Критерии
С целью выявления этнических групп в странах Западной Европы, группа сравнительных социологических исследований Хельсинкского университета в 1975 году провела комплексное обследование, в ходе которого вычленила четыре основных критерия этнических меньшинств:
- самоидентификация в качестве таковой;
- происхождение;
- чётко выраженные культурные характеристики, в первую очередь наличие общего языка;
- существование социальной организации, позволяющей взаимодействовать внутри меньшинства и с другими группами населения.[2]

При этом предпочтение в своей работе группа Хельсинкского университета отдавала не численному составу той или иной иноязычной группы, а социальным и поведенческим характеристикам.

## Развитие международной системы прав меньшинств
Изначально права меньшинств закреплялись в законодательстве отдельных стран (1867 — ст. 19 Основного закона о правах граждан Австрии) и двусторонних договорах между государством, где находилось конкретное меньшинство, и государством-«покровителем» меньшинства, будучи одними из первых в международной системе прав человека. Эта практика расширилась, войдя и в многосторонние отношения после русско-турецкой войны 1877—1878 годов (см.: Берлинский трактат 1878 года о религиозных правах меньшинств). После Версальского мира 1919 года, учреждения Лиги Наций и Постоянной палаты международного правосудия, заключения Договоров о меньшинствах права меньшинств в Европе в целом укрепились: об этом свидетельствуют приговоры ППМС по делам о меньшинственных школах в Албании и Польше, присвоение автономии Аландским островам. Помимо Договоров о меньшинствах, связанных с Лигой наций, права национальных меньшинств оговаривались также в советско-польском Рижском договоре (статья VII), в особых договорах между Латвией и Эстонией, Литвой и Латвией. Яркое исключение на этом фоне — насильственный греко-турецкий «обмен населением» согласно Лозаннскому мирному договору 1923 года.
В преддверии и в начале Второй мировой войны права меньшинств использовались как обоснование для передела границ в пользу Германии (Судеты — Мюнхенское соглашение) и Венгрии (Северная Трансильвания, юг Словакии и Подкарпатской Руси — Венский арбитраж). Страны оси проводили политику геноцида евреев и цыган; заметно ограничивались права «подозрительных» нацменьшинств в странах антигитлеровской коалиции (японцы в США и Канаде, немцы и другие в СССР). По окончании войны державы-победители допустили или сами провели масштабные депортации немцев (см.: Декреты Бенеша) и, в меньшей степени, венгров.
Предложение включить права национальных меньшинств во Всеобщую декларацию прав человека встретило оппозицию со стороны США, Франции, Австралии, Чили, Бразилии, хотя за выступали как некоторые западные страны (Дания, Бельгия), так и социалистические Союз ССР, Польша и Югославия, и Индия — один из первых представителей «третьего мира» в ООН. В результате права меньшинств как таковые оказались вне декларации, хотя она и осудила дискриминацию. Обоснованием принятой позиции служило, в частности, индивидуалистическое понимание прав человека.
Определенные гарантии прав национальных меньшинств в правовой системе ООН в эпоху холодной войны, однако, давали ст. 27 Международного пакта о гражданских и политических правах 1966 года, конвенции против геноцида (принятая в 1948 году, практически одновременно с ВДПЧ), апартеида и расовой дискриминации.
Всплеск в развитии прав национальных меньшинств как таковых, особенно в Европе, произошёл в 1990—1995 годах, когда разразились этнические конфликты в Руанде, на территории бывшего Союза ССР и СФРЮ. Генеральная Ассамблея ООН приняла декларацию о правах лиц, принадлежащих к национальным меньшинствам. СБСЕ создало должность Верховного комиссара по делам национальных меньшинств, который выработал ряд рекомендаций по их правам. Все эти документы, однако, являются soft law (рекомендательными, указующими направления развития нормами).
Совет Европы же, наряду с soft law, принял и обязывающие договоры — Хартию региональных языков в 1992 году и Рамочную конвенцию о защите национальных меньшинств в 1995 году (обе вступили в силу в 1998 году); страны СНГ в 1994 году приняли Конвенцию об обеспечении прав лиц, принадлежащих к национальным меньшинствам. Они, впрочем, не предусматривают рассмотрения индивидуальных жалоб, в отличие от Международного пакта о гражданских и политических правах и Европейской конвенции прав человека, некоторые статьи которых используются и для защиты прав меньшинств (см., например, знаменитые дела Belgian linguistic case в ЕСПЧ и дело о квебекской Хартии французского языка в КПЧ ООН). За эту умеренность Рамочную конвенцию сразу же после её принятия критиковала Парламентская ассамблея самого Совета Европы.

## Особые подходы
Франция
Конституционный совет Франции не допустил ратификации Европейской Хартии региональных языков; Франция — единственная страна ЕС, не подписавшая Рамочной конвенции о защите национальных меньшинств.
Присоединяясь к МПГПП, Франция сделала декларацию: «8. В свете статьи 2 Конституции Французской Республики, правительство Франции декларирует, что статья 27 не применяется в той мере, в которой она затрагивает Республику». Её позиция так уточняется в докладах о выполнении МПГПП: «Франция — страна, в которой нет меньшинств» (1997 год) и «конституционные соображения не допускают присоединения Франции к международным конвенциям, признающим меньшинства как таковые и как носителей коллективных прав» (2007 год). КПЧ ООН утверждает, что Франции следует пересмотреть свою позицию по официальному признанию этнических, религиозных и лингвистических меньшинств.
Северная Корея
Северная Корея в докладе о выполнении МПГПП утверждает, что «КНДР — страна одной и только одной нации. Поэтому вопроса о меньшинствах в КНДР не существует».